# Lubomír Puček
Lubomír Puček (1961. június 1. –) cseh nemzetközi labdarúgó-játékvezető.

## Pályafutása

### Nemzeti játékvezetés
1991-ben lett hazája legfelső szintű labdarúgó-bajnokságának játékvezetője. Az aktív nemzeti játékvezetéstől 2003-ban vonult vissza.

### Nemzetközi játékvezetés
A Cseh labdarúgó-szövetség Játékvezető Bizottsága (JB) terjesztette fel nemzetközi játékvezetőnek, a Nemzetközi Labdarúgó-szövetség (FIFA) 1993-tól tartotta nyilván bírói keretében. Több nemzetek közötti válogatott és klubmérkőzést vezetett. A cseh nemzetközi játékvezetők rangsorában, a világbajnokság-Európa-bajnokság sorrendjében többedmagával a 16. helyet foglalja el 2 találkozó szolgálatával. Az aktív nemzetközi játékvezetéstől 2003-ban  búcsúzott. Válogatott mérkőzéseinek száma: 4.

#### Európa-bajnokság
Az európai-labdarúgó torna döntőjéhez vezető úton Angliába a X., az 1996-os labdarúgó-Európa-bajnokságra és Belgiumba és Hollandiába a XI., a 2000-es labdarúgó-Európa-bajnokságra az UEFA JB játékvezetőként foglalkoztatta.

##### 1996-os labdarúgó-Európa-bajnokság

###### Selejtező mérkőzés
| Időpont            | Helyszín               | Mérkőzés típusa           | Mérkőzés                 | Eredmény | Nézők száma |
| ------------------ | ---------------------- | ------------------------- | ------------------------ | -------- | ----------- |
| 1994. december 18. | Luz Stadion, Lisszabon | előselejtező (6. csoport) | Portugália–Liechtenstein | 8 : 0    | 22 800      |

##### 2000-es labdarúgó-Európa-bajnokság

###### Selejtező mérkőzés
| Időpont         | Helyszín                      | Mérkőzés típusa           | Mérkőzés             | Eredmény | Nézők száma |
| --------------- | ----------------------------- | ------------------------- | -------------------- | -------- | ----------- |
| 1999. június 9. | Spyridon Louis Stadion, Athén | előselejtező (2. csoport) | Görögország–Litvánia | 1 : 2    | 15 135      |

## Magyar vonatkozás
| Időpont         | Helyszín               | Mérkőzés típusa     | Mérkőzés                  | Eredmény | Nézők száma |
| --------------- | ---------------------- | ------------------- | ------------------------- | -------- | ----------- |
| 1994. május 18. | Rába ETO Stadion, Győr | válogatott mérkőzés | Magyarország–Horvátország | 2 : 2    | 3 000       |